# 栗太郡
栗太郡為過去位於日本滋賀縣南部的郡，已於2001年10月1日因無所屬町村而消失。
在1879年實施郡區町村編制法時的轄區包括現在的草津市、栗東市的全部地區及大津市瀨田川以東的區域、守山市南部的部分區域。

## 歷史
過去在令制國時代屬於近江國，近江國的國府過去也是設在郡內的勢多（瀨田）地區；最初在十世紀編撰的《和名類聚抄》記載此地的漢字名稱為「栗本郡」，後來才逐漸轉換為現在的「栗太郡」。
17世紀江戶時代後，郡內大多數地區成為膳所藩的領地，此外也有少部分區域屬於淀藩、前橋藩、三上藩、宮津藩、狹山藩、菰野藩、伯太藩、寺社領及幕府直屬的領或旗本領，而此地的幕府直屬領及旗本領則是由位於滋賀郡大津的大津奉行負責管理。
19世紀末明治維新後，原先的幕府直屬領及旗本領先後改隸屬大津裁判所及大津縣，其他原本屬於各藩的區域則在1871年實施廢藩置縣後，改隸屬膳所縣、淀縣、前橋縣、吉見縣、宮津縣、菰野縣、伯太縣；不過在僅四個月之後的府縣整併中，郡內全數區域都被併入大津縣，而大津縣又在一個月後更名為滋賀縣。
1879年實施郡區町村編製法時，正式設置近代的行政區劃「栗太郡」，並在草津村（位於現在的草津市）設置「栗太野洲郡役所」，同時也負責管理北側的野洲郡。

### 沿革

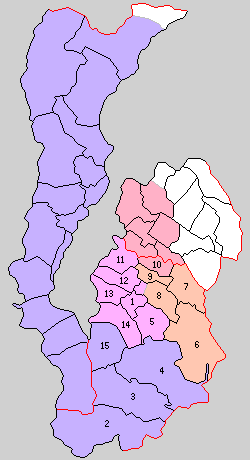
1889年栗太郡轄下的行政區劃：
1.草津村、2.大石村、3.下田上村、4.上田上村、5.志津村、6.金勝村、7.葉山村、8.治田村、9.大寶村、10.物部村、11.常盤村、12.笠縫村、13.山田村、14.老上村、15.瀨田村
（紫色：現屬大津市、桃色：現屬草津市、紅色：現屬守山市、橙色：現屬栗東市）

- 1889年4月1日：實施町村制，栗太郡下設：草津村（日语：草津町 (滋賀県)）、大石村（日语：大石村 (滋賀県)）、下田上村（日语：下田上村）、上田上村（日语：上田上村）、志津村（日语：志津村 (滋賀県)）、金勝村（日语：金勝村）、葉山村（日语：葉山村 (滋賀県)）、治田村（日语：治田村 (滋賀県)）、大寶村（日语：大宝村 (滋賀県)）、物部村（日语：物部村 (滋賀県)）、常盤村（日语：常盤村 (滋賀県)）、笠縫村（日语：笠縫村 (滋賀県)）、山田村（日语：山田村 (滋賀県)）、老上村（日语：老上村）、瀨田村（日语：瀬田町）。（15村）
- 1895年6月22日：草津村改制為草津町（日语：草津町 (滋賀県)）。（1町14村）
- 1898年4月1日：實施郡制（日语：郡制），郡役所設於草津町。
- 1923年4月1日：廢除郡會和郡參事會。
- 1926年7月1日：廢除郡役所，此後郡不再作為行政區劃，只作為地名的表示。
- 1927年1月1日：瀨田村改制為瀨田町（日语：瀬田町）。（2町13村）
- 1941年7月10日：物部村和野洲郡守山町合併為新設立的守山町，隸屬野洲郡。[2]（2町12村）
- 1951年4月1日：大石村和下田上村被併入大津市。[3]（2町10村）
- 1954年10月1日：治田村、葉山村、金勝村、大寶村合併為栗東町。（3町6村）
- 1954年10月15日：志津村、草津町、老上村、山田村、笠縫村、常盤村合併為草津市[4]，並脫離栗太郡。（2町1村）
- 1955年4月1日：瀨田町和上田上村合併為新設立的瀨田町（日语：瀬田町）。（2町）
- 1956年9月1日：栗東町的涉川地區被併入草津市。
- 1967年4月1日：瀨田町被併入大津市。[3]（1町）
- 2001年10月1日：栗東町改制為栗東市[5]，並脫離栗太郡；同時栗太郡因無所屬町村而消失。

### 變遷表
| 1889年4月1日 | 1889年 - 1912年            | 1912年 - 1944年                  | 1945年 - 1954年                  | 1955年 - 1989年                  | 1955年 - 1989年             | 1989年 - 現在               | 現在                        |
| ------------ | -------------------------- | -------------------------------- | -------------------------------- | -------------------------------- | --------------------------- | --------------------------- | --------------------------- |
| 野洲郡守山町 | 野洲郡守山町               | 1941年7月10日 合併為野洲郡守山町 | 1941年7月10日 合併為野洲郡守山町 | 1955年1月15日 合併為野洲郡守山町 | 1970年7月1日 改制為守山市   | 1970年7月1日 改制為守山市   | 1970年7月1日 改制為守山市   |
| 物部村       |                            | 1941年7月10日 合併為野洲郡守山町 | 1941年7月10日 合併為野洲郡守山町 | 1955年1月15日 合併為野洲郡守山町 | 1970年7月1日 改制為守山市   | 1970年7月1日 改制為守山市   | 1970年7月1日 改制為守山市   |
| 草津村       | 1895年6月22日 改制為草津町 | 1895年6月22日 改制為草津町       | 1954年10月15日 合併為草津市      | 1954年10月15日 合併為草津市      | 1954年10月15日 合併為草津市 | 1954年10月15日 合併為草津市 | 1954年10月15日 合併為草津市 |
| 志津村       |                            |                                  | 1954年10月15日 合併為草津市      | 1954年10月15日 合併為草津市      | 1954年10月15日 合併為草津市 | 1954年10月15日 合併為草津市 | 1954年10月15日 合併為草津市 |
| 常盤村       |                            |                                  | 1954年10月15日 合併為草津市      | 1954年10月15日 合併為草津市      | 1954年10月15日 合併為草津市 | 1954年10月15日 合併為草津市 | 1954年10月15日 合併為草津市 |
| 笠縫村       |                            |                                  | 1954年10月15日 合併為草津市      | 1954年10月15日 合併為草津市      | 1954年10月15日 合併為草津市 | 1954年10月15日 合併為草津市 | 1954年10月15日 合併為草津市 |
| 山田村       |                            |                                  | 1954年10月15日 合併為草津市      | 1954年10月15日 合併為草津市      | 1954年10月15日 合併為草津市 | 1954年10月15日 合併為草津市 | 1954年10月15日 合併為草津市 |
| 老上村       |                            |                                  | 1954年10月15日 合併為草津市      | 1954年10月15日 合併為草津市      | 1954年10月15日 合併為草津市 | 1954年10月15日 合併為草津市 | 1954年10月15日 合併為草津市 |
| 金勝村       | 金勝村                     | 金勝村                           | 1954年10月1日 合併為栗東町       | 1954年10月1日 合併為栗東町       | 1954年10月1日 合併為栗東町  | 2001年10月1日 改制為栗東市  | 2001年10月1日 改制為栗東市  |
| 葉山村       |                            |                                  | 1954年10月1日 合併為栗東町       | 1954年10月1日 合併為栗東町       | 1954年10月1日 合併為栗東町  | 2001年10月1日 改制為栗東市  | 2001年10月1日 改制為栗東市  |
| 治田村       |                            |                                  | 1954年10月1日 合併為栗東町       | 1954年10月1日 合併為栗東町       | 1954年10月1日 合併為栗東町  | 2001年10月1日 改制為栗東市  | 2001年10月1日 改制為栗東市  |
| 大寶村       |                            |                                  | 1954年10月1日 合併為栗東町       | 1954年10月1日 合併為栗東町       | 1954年10月1日 合併為栗東町  | 2001年10月1日 改制為栗東市  | 2001年10月1日 改制為栗東市  |
| 上田上村     | 上田上村                   | 上田上村                         | 上田上村                         | 1955年4月1日 合併為瀨田町        | 1967年4月1日 併入大津市     | 大津市                      | 大津市                      |
| 瀨田村       | 瀨田村                     | 1927年1月1日 改制為瀨田町        | 1927年1月1日 改制為瀨田町        | 1955年4月1日 合併為瀨田町        | 1967年4月1日 併入大津市     | 大津市                      | 大津市                      |
| 大石村       | 大石村                     | 大石村                           | 1951年4月1日 併入大津市          | 1951年4月1日 併入大津市          | 1951年4月1日 併入大津市     | 大津市                      | 大津市                      |
| 下田上村     |                            |                                  | 1951年4月1日 併入大津市          | 1951年4月1日 併入大津市          | 1951年4月1日 併入大津市     | 大津市                      | 大津市                      |